# Hippotion pentagramma
Hippotion pentagramma là một loài bướm đêm thuộc họ Sphingidae, chi Hippotion.